# Lijst van presidenten van de Filipijnen
Dit is een lijst van presidenten van de Filipijnen.
De huidige president van de Filipijnen is de zeventiende president van het land. Daarbij dient aangemerkt te worden dat het land tijdens de Tweede Wereldoorlog twee presidenten tegelijkertijd had. José Laurel was door de Japanners aangesteld als president van de Tweede Filipijnse Republiek, terwijl Manuel Quezon de president (in ballingschap) van het Gemenebest van de Filipijnen was.

## Presidenten van de Filipijnen (1899-heden)

### Eerste Filipijnse Republiek (1899-1901)
| President | President                    | Ambtstermijn    | Ambtstermijn  | Partij |
| --------- | ---------------------------- | --------------- | ------------- | ------ |
|           | Emilio Aguinaldo (1869-1964) | 23 januari 1899 | 23 maart 1901 | Geen   |

### Gemenebest van de Filipijnen (1935-1946)
| President | President                 | Ambtstermijn     | Ambtstermijn    | Partij |
| --------- | ------------------------- | ---------------- | --------------- | ------ |
|           | Manuel Quezon (1878-1944) | 15 november 1935 | 1 augustus 1944 | NP     |
|           | Sergio Osmeña (1878-1961) | 1 augustus 1944  | 28 mei 1946     | NP     |

### Tweede Filipijnse Republiek (1943-1945)
| President | President               | Ambtstermijn    | Ambtstermijn     | Partij |
| --------- | ----------------------- | --------------- | ---------------- | ------ |
|           | José Laurel (1891-1959) | 14 oktober 1943 | 17 augustus 1945 | Geen   |

### Derde Filipijnse Republiek (1946-1972)
| President | President                      | Ambtstermijn     | Ambtstermijn     | Partij |
| --------- | ------------------------------ | ---------------- | ---------------- | ------ |
|           | Manuel Roxas (1892-1948)       | 28 mei 1946      | 15 april 1948    | LP     |
|           | Elpidio Quirino (1890-1956)    | 17 april 1948    | 30 december 1949 | LP     |
|           | Ramon Magsaysay (1907-1957)    | 30 december 1953 | 17 maart 1957    | NP     |
|           | Carlos Garcia (1896-1971)      | 18 maart 1957    | 30 december 1961 | NP     |
|           | Diosdado Macapagal (1910-1997) | 30 december 1961 | 30 december 1965 | LP     |
|           | Ferdinand Marcos (1917-1989)   | 30 december 1965 | 25 februari 1972 | NP     |

Marcos kondigde op 21 september 1972 een staat van beleg af, die pas 17 januari 1981 weer afliep. Al die tijd regeerde Marcos het land op dictatoriale wijze.

### Vierde Filipijnse Republiek (1981-1986)
| President | President                    | Ambtstermijn     | Ambtstermijn     | Partij |
| --------- | ---------------------------- | ---------------- | ---------------- | ------ |
|           | Ferdinand Marcos (1917-1989) | 30 december 1981 | 25 februari 1986 | KBL    |

### Vijfde Filipijnse Republiek (1986-heden)
| President | President                      | Ambtstermijn     | Ambtstermijn    | Partij          |
| --------- | ------------------------------ | ---------------- | --------------- | --------------- |
|           | Corazon Aquino (1933–2009)     | 25 februari 1986 | 30 juni 1992    | UNIDO           |
|           | Fidel Ramos (1928–2022)        | 30 juni 1992     | 30 juni 1998    | Lakas-CMD       |
|           | Joseph Estrada (1937)          | 30 juni 1998     | 20 januari 2001 | LAMMP           |
|           | Gloria Macapagal-Arroyo (1947) | 20 januari 2001  | 30 juni 2010    | Lakas-CMD KAMPI |
|           | Benigno Aquino III (1960–2021) | 30 juni 2010     | 30 juni 2016    | LP              |
|           | Rodrigo Duterte (1945)         | 30 juni 2016     | 30 juni 2022    | PDP–Laban       |
|           | Ferdinand Marcos jr. (1957)    | 30 juni 2022     | 30 juni 2028    | PFP             |